# Koukalka
Koukalka je osada, součást obce Brambory v okrese Kutná Hora ve Středočeském kraji. Nachází se asi 12 km severovýchodně od Čáslavi, 18 km severovýchodně od Kutné Hory a asi 82 km východně od Prahy. V roce 2021 zde žilo 65 obyvatel ve 24 domech.
Název osady byl pravděpodobně odvozen od příjmení Koukal. Dříve byla součástí Bílého Podolí. Roku 1850 Koukalku zasáhl požár. Dříve šlo o samostatně stojící osadu s jedenácti domy, jejíž zastavěné území bylo později dostavěno a tak propojeno se zástavbou Brambor.
V Koukalce je registrováno 31 čísel popisných. Prochází jí silnice III/3388. Podle osady je pojmenován nedaleko ležící Koukalecký rybník. Na jihovýchod od osady, za potokem Čertovkou, stojí dva památné duby letní.
| Rok            | 1869 | 1880 | 1890 | 1900 | 1910 | 1921 | 1930 | 1950 | 1961 | 1970 | 1980 | 1991 | 2001 | 2011 | 2021 |
| -------------- | ---- | ---- | ---- | ---- | ---- | ---- | ---- | ---- | ---- | ---- | ---- | ---- | ---- | ---- | ---- |
| Počet obyvatel | 4    | –    | 51   | 56   | 80   | –    | 62   | –    | –    | 76   | 63   | 65   | 59   | 60   | 65   |
| Počet domů     | 1    | –    | 10   | 10   | 14   | 14   | 15   | –    | –    | 19   | 18   | 19   | 22   | 22   | 24   |